# Dům Na Staré poště (Rokycany)
Dům Na Staré poště v Rokycanech (jiným názvem Lorencovský dům) byl postaven v 16. století. Ve dnech 22. února a 14. dubna 1849 zde hrál na klavír plzeňský student gymnázia Bedřich Smetana poštmistrovi Křepinskému. Dům byl v roce 1964 zapsán na státní seznam kulturních památek. V domě sídlí oddělení informací a knihovna muzea Dr. Bohuslava Horáka.
Jedná se o řadový barokní dům se čtyřmi okenními osami a sedlovou střechou. Nad vchodem, jenž je tvořen stlačeným obloukem, je situována kartuše se sochou svatého Floriána.